# 藍牛羚
藍牛羚（學名：Boselaphus tragocamelus）是印度中部及北部和巴基斯坦東部最為普遍的野生動物。牠們是亞洲最大的羚羊，但成年的公羚卻像牛。

## 特徵
藍牛羚肩高1.2-1.5米及長1.8-2米。牠們的尾巴長40-45厘米。成年的藍牛羚一般重120-240公斤；幼羚出生時重約13.6-15.9公斤。妊娠期為8星期，超過60%出生的都是孖胎，但也有生1-3頭幼羚的。牠們要到18個月大才達至性成熟，壽命為21歲。
藍牛羚的腳很幼，身體結實，由肩膀起一直向下斜。頭部窄長，有兩隻小圓角，稍為向前傾。公羚的角一般長21.6-25.4厘米。牠們的頸上有豎起的鬃毛。
雌羚的毛較短及呈黃褐色。公羚的毛色會一直變深色至成年的灰藍色。牠們兩頰上有白點，唇邊有白斑。牠們頸上有白色圍繞，沿腹部有白色斑紋一直延伸至後部。
藍牛羚的群落大小約有4-20頭，可以是單一性別或混合的，而年老的公羚有時會是獨居的。

## 分佈
藍牛羚分佈在由喜瑪拉雅山至卡納塔克邦的印度北部平原，與及吉爾森林國家公園（Gir Forest National Park）及巴基斯坦東部橫跨拉賈斯坦邦至阿薩姆邦和西孟加拉邦。在尼泊爾，牠們疏落的分佈在南部低地。牠們在中印度的數量每平方公里約為0.07頭。歷史紀錄上指牠們曾分佈在印度南部，但有可能流落野生的群落。
藍牛羚於1920年代被帶到美國德克薩斯州。經年有很多逃脫了人的飼養，並在南部出沒。

## 棲息地

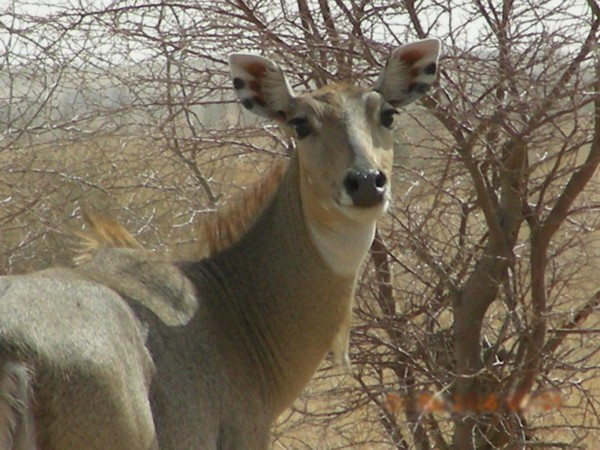
雌羚。

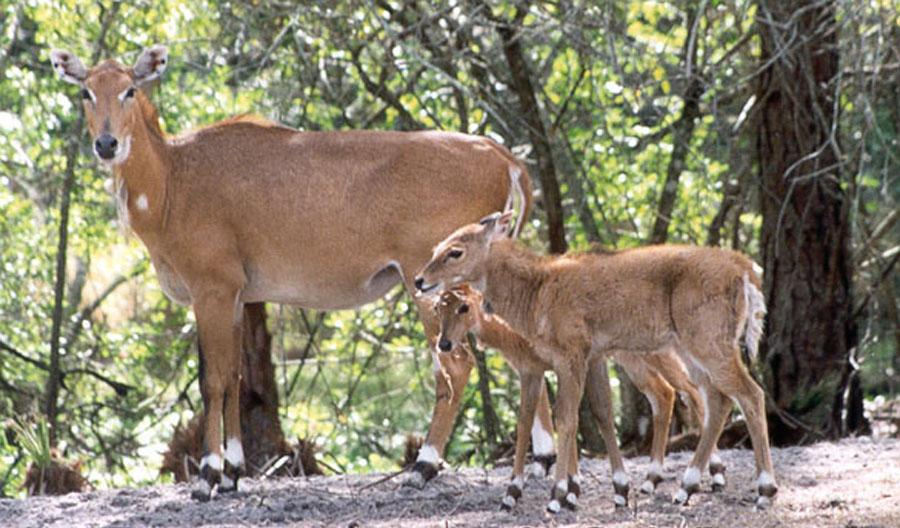
雌羚及幼羚。

藍牛羚是日間活動的，棲息在草原及林地，主要吃草、葉子、芽及果實。
在野外，雌羚和幼羚會聚成15頭的群落，而公羚多是獨居的。公羚於冬天會聚成30-100頭的群落。牠們會避開茂密的森林，喜歡棲息在草原及有叢林的小山。牠們很少會橫渡沼澤。

## 習性
藍牛羚很多時會與印度黑羚一起在遼闊的平原出沒，但很少會與花鹿或豚鹿一起。花鹿和豚鹿的體型較細小，一般會與較大的藍牛羚保持距離。水鹿經常會在山區和森林中出沒，很少會與藍牛羚一起生活。
藍牛羚的天敵是老虎及獅子。豹並不足以殺死成年的藍牛羚，故會以幼羚為目標。
藍牛羚缺水下可以生存幾天，但牠們也會選擇近水源的地方生活。沙漠最初影響著牠們的分佈，但因灌溉的運河及開挖水井，令牠們可以在焦特布爾等沙漠地區生存。
藍牛羚一般會在同一地方大解。

## 保育狀況
藍牛羚的估計數量約為10萬頭。在美國亞拉巴馬州及德克薩斯州都有從飼養中走失的野生群落。德克薩斯州估計就有15000頭藍牛羚。
藍牛羚像其他印度的動物，是車禍下的犧牲者，在印度北部的公路中很多時都可以見到牠們的屍體。牠們的主要威脅就是人類的發展。
現時國際自然保護聯盟將牠們列為無危。

## 外部連結
- The Mammals of Texas - Online Edition
- Ultimate Ungulates Page
- Nilgai in Haryana